# Deporte en Caldas

## Eventos multideportivos
Caldas en los Juegos Deportivos Nacionales

## Baloncesto
En cuanto a baloncesto, Caldas ha quedado dos veces campeón, una en  1989 con el Caldas Bancafetero Aces, cuando este torneo era semi-profesional, la otra fue en el 2000 cuando los Sabios de Caldas se coronaron campeón de la VIII Copa Costeñita. Actualmente el equipo representativo es el Once Caldas el cual juega en la Copa Invitacional FCB, fundado en el 2012, todos estos jugaron en el Coliseo Jorge Arango Uribe de la ciudad de Manizales. Actualmente el torneo se llama Liga DIRECTV por motivos de patrocinio.

## Ciclismo
Caldas ha sido forjadora de ciclistas, ha contado con representantes en las diferentes competencias que se realizan a nivel nacional, como son la Vuelta a Colombia y el Clásico RCN, entre otras, y a nivel internacional; los siguientes han sido los caldenses ganadores de competencias ciclísticas.
| Año  | Nombre                   | Competencia                                     |
| ---- | ------------------------ | ----------------------------------------------- |
| 1959 | Rubén Darío Gómez        | vuelta a Colombia                               |
| 1961 | Rubén Darío Gómez        | Vuelta a Colombia                               |
| 1961 | Rubén Darío Gómez        | Clásico RCN                                     |
| 1962 | Rubén Darío Gómez        | Clásico RCN                                     |
| 1964 | Rubén Darío Gómez        | Vuelta a Guatemala                              |
| 1993 | Luis Alberto Gonzales    | Clásico RCN                                     |
| 1994 | Luis Alberto Gonzales    | Campeonato de Colombia de Ciclismo Contrarreloj |
| 1994 | Luis Alberto Gonzales    | Campeonato de Colombia de Ciclismo en Ruta      |
| 1999 | Carlos Alberto Contreras | Vuelta a Colombia                               |
| 2003 | Carlos Alberto Contreras | Vuelta a Antioquia                              |

## Fútbol
El deporte nacional, es el más representativo en la mayoría de departamentos por no decir todos, Caldas posee importante representación en este deporte ya que tiene como equipo local al Once Caldas de Manizales, en la Primera división del fútbol Colombiano y quien también disputa la copa águila o Colombia, también el Once Caldas B, de la misma empresa deportiva el cual quedó campeón de la Primera C en el 2003(actualmente descontinuada), otro equipo que participó en esta categoría fue el Dinastía de Riosucio el cual quedó como subcampeón de la categoría primera c en 1991, actualmente el Once Caldas B de Manizales y Once Caldas Chinchina participan en el Torneo Juvenil Colombiano.

## Fútbol Sala
Las ligas y copas colombianas de este deporte son muy nuevas a comparación con otros deportes como el fútbol, Caldas ha tenido importante representación en estos diferentes torneos, el Real Caldas FS juega la copa profesional de microfutbol o Copa Postobon de Microfutbol, también la misma posee un torneo femenino, la Copa Profesional de Microfutbol Femenino en el cual participa el Real Caldas, el último torneo es la Liga de Futsal FIFA llamado también Liga Argos por motivos de patrocinio tiene como representación el Club Deportivo Lineal de Manizales, este quedó como campeón en la segunda temporada del 2011.